# Barrow-in-Furness
Barrow-in-Furness je město v hrabství Cumbria v severozápadní Anglii. Historicky bylo součástí hrabství Lancashire; v roce 1867 se stalo samostatnou obcí a v roce 1974 k němu byly připojeny některé okolní obce. Nachází se na cípu poloostrova Furness, v blízkosti Jezerní oblasti. V roce 2011 zde žilo 57 000 lidí, což z Barrow in Furness činilo druhé největší město v hrabství Cumbria po Carlisle.

## Historie
Ve středověku existovala v blízkosti dnešního města jen malá osada s opatstvím Furness Abbey. Rozvoj městu přinesla až průmyslová revoluce. V roce 1839 místo navštívil Henry Schneider, který provedl geologický průzkum lokality a našel ložiska železa. V roce 1846 byla do oblasti zavedena železnice. Vlaky převážely železnou rudu k mořskému pobřeží, odkud ji lodě dopravovaly dál do dalších britských přístavů. Odkrývání stále dalších ložisek hematitu v blízkosti města vedlo velmi brzy bohaté továrníky k financování výstavby oceláren. Na konci 19. století společnost Barrow Hematite Steel Company, která místní podniky provozovala, vlastnila v Barrow-in-Furness největší ocelárnu na světě.
Kromě výroby oceli vznikly v Barrow-in-Furness také loděnice. Jejich rozvoj urychlila především první světová válka, během níž zde byly vyráběny také ponorky. Ocelárny byly uzavřeny po druhé světové válce, což znamenalo, že se z loděnic stal hlavní zaměstnavatel celého města. V místních loděnicích vznikla většina jaderných ponorek britského námořnictva, ropné tankery, obchodní lodě a další. Po skončení studené války však klesla poptávka po vojenských lodích, což znamenalo snížení zakázek místních loděnic, propouštění zaměstnanců a růst nezaměstnanosti ve městě. Na přelomu 20. a 21. století byly v blízkosti města na otevřeném moři vybudovány větrné farmy, díky nímž získalo město pozici dodavatele elektřiny.